# 'Elisiva Fusipala Tauki'onetuku
'Elisiva Fusipala Tauki'onetuku, connue sous le nom de Fusipala, née le 26 juillet 1912 et morte le 21 avril 1933, est une princesse des Tonga et fille du roi George Tupou II et de la reine 'Anaseini Takipō.

## Biographie

### Enfance

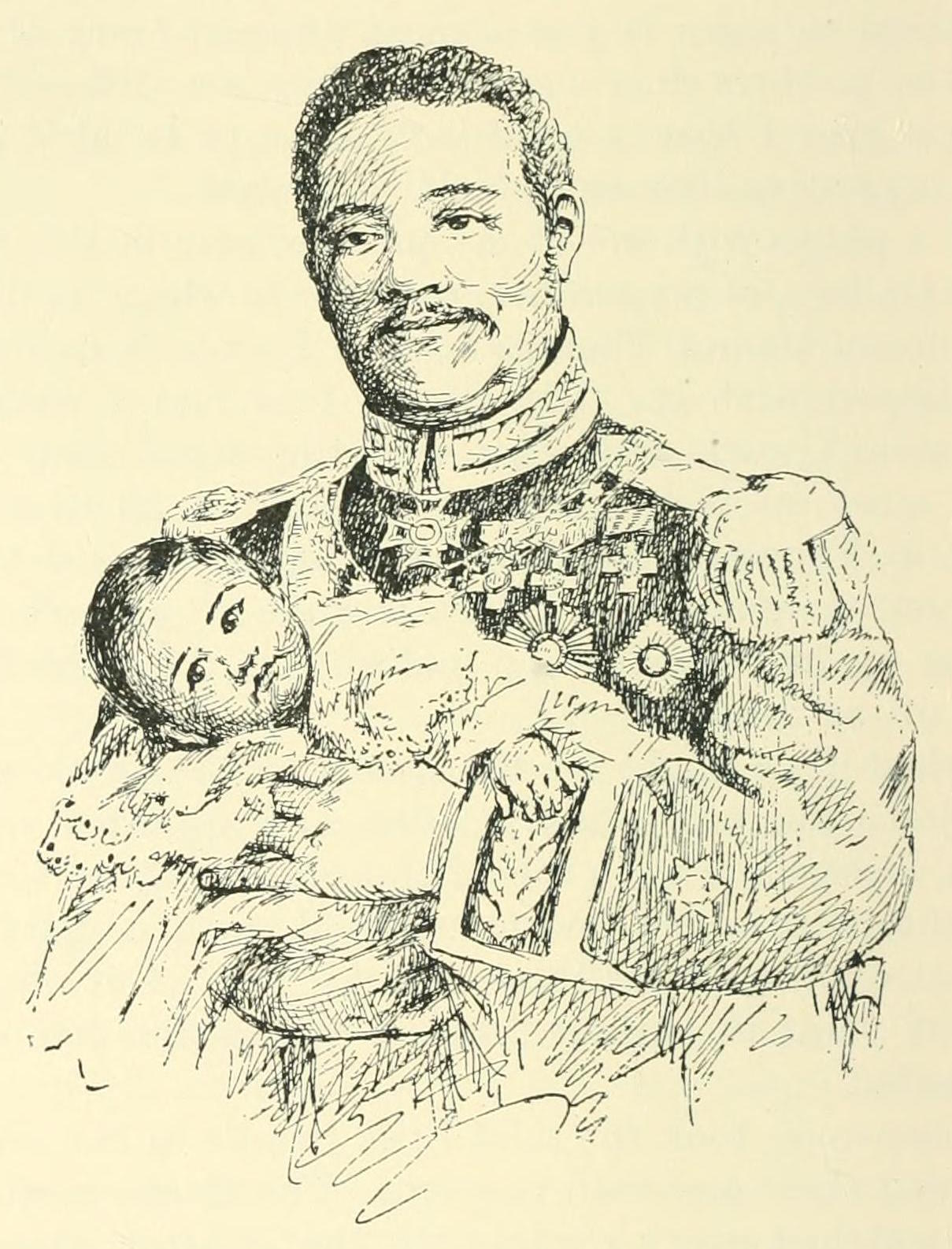
Le roi George Tupou II tenant sa fille 'Elisiva Fusipala dans ses bras, en octobre 1912.

Née le 26 juillet 1912, elle est la deuxième des deux filles du roi George Tupou II et de sa seconde épouse la reine Anaseini Takipō. Elle est nommée d'après sa grand-mère ʻElisiva Fusipala Taukiʻonetuku et sa sœur aînée qui est morte de convulsions peu après sa naissance,.
Comme sa mère ne parvient pas à donner naissance à un héritier masculin, la demi-sœur aînée de la princesse Fusipala issue du premier mariage de son père, Sālote, reste héritière présomptive. Cependant, la famille de Takipō souhaite que la princesse Fusipala soit reconnue comme véritable héritière et tente d'évincer progressivement Sālote de la succession sous prétexte d'un mauvais lignage. Des partisans hostiles au roi George Tupou II font même intervenir des dignitaires britanniques dans l'espoir de convaincre le roi de modifier la Constitution des Tonga en faveur de Fusipala.
Peu avant la mort de George Tupou II, Anaseini Takipō tente d'intervenir dans la sélection des prétendants au mariage dynastique de sa belle-fille Sālote. Elle propose Fusipala, alors âgée de 5 ans, en mariage à un descendant de la dynastie ʻUlukalala et tente de marier Viliami Tungi Mailefihi, principal prétendant de Sālote, à une autre femme. Cependant, ces tentatives échouent, mais la proposition de mariage entre Fusipala et un descendant 'Ulukalala persiste. En 1918, George Tupou II meurt subitement et Sālote lui succède sous le nom de règne de Salote Tupou III.
La même année, sa mère, la reine douairière Takipō, meurt des suites de la pandémie de grippe qui tue 8 % de la population des Tonga. Après la mort de sa mère, Sālote assume la tutelle de sa demi-sœur, la princesse Fusipala. La famille de Takipō s'y montre hostile et revendique le droit à assumer l'éducation de la princesse, mais Sālote réclame et obtient sa charge exclusive.

### Éducation

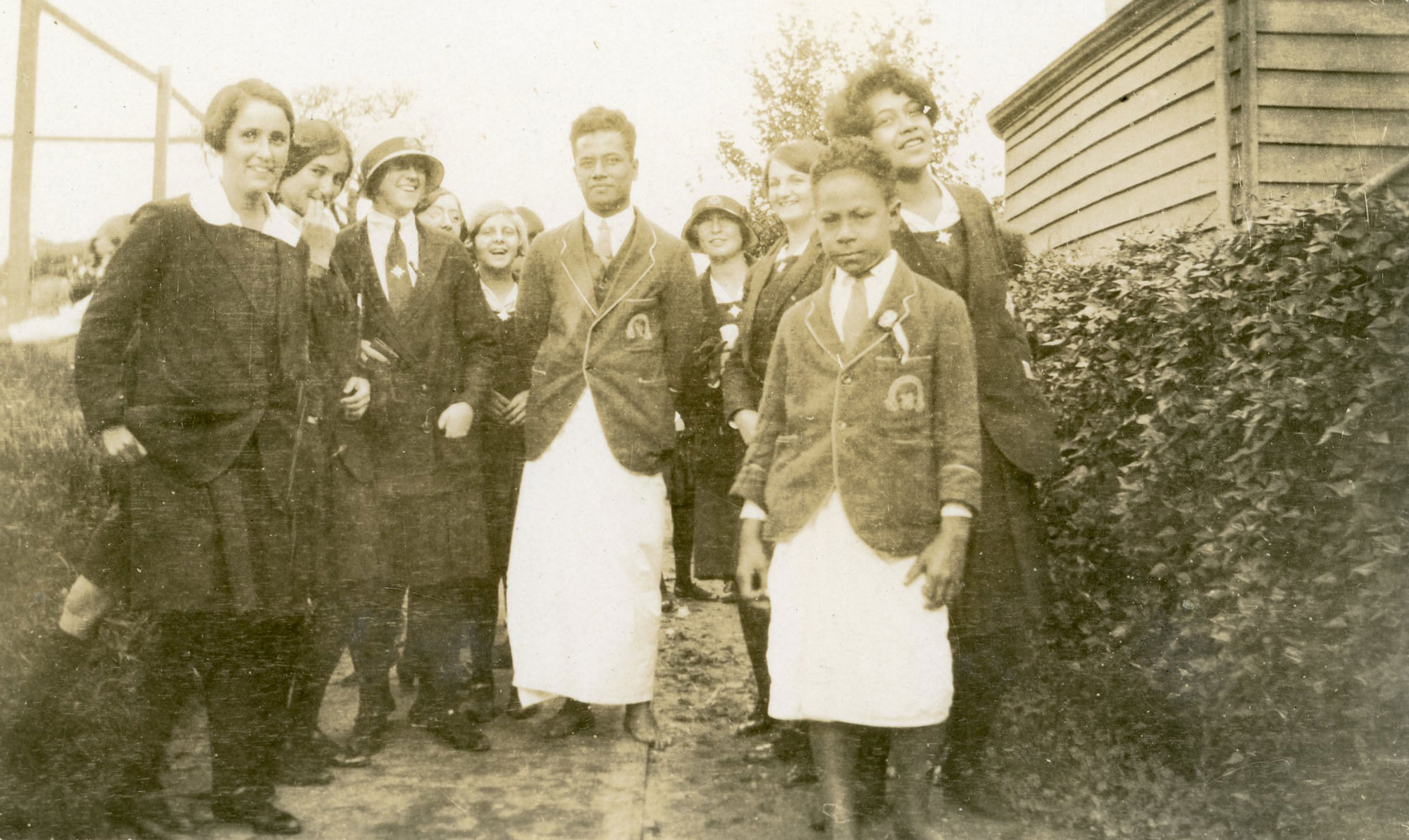
Groupe d'étudiants et membres de la chorale. La princesse Fusipala se trouve sur la droite. Au centre, Tevita Tu'ipulotu Toutaiolepo.

En 1920, elle est envoyée à l'étranger pour faire ses études à l'école diocésaine anglicane pour filles d'Auckland et poursuit plus tard ses études au Methodist Ladies' College (en) de Melbourne. Elle devient réputée comme pianiste accomplie à l'école.
Lors d'un retour temporaire aux Tonga en 1925, une faction rivale centrée sur sa revendication du trône est créée par ses proches maternels contre sa belle-sœur, ravivant les vieilles rivalités entre la famille de la mère de la reine Sālote, Lavinia Veiongo, et la famille de la mère de Fusipala. Bien qu'elle n'ait que 13 ans, et ne soit pas en âge de se marier, sa tante Mumui force les démarches, afin de confirmer des fiançailles.
Par la suite, elle retourne effectuer sa formation à Auckland où ses talents musicaux sont valorisés au travers d'une chorale. La chorale effectue une tournée en Australie, Fusipala y joue du piano, danse le tau'olunga (danse polynésienne) et chante en solo, avec la chorale en accompagnement. Au sein de cette chorale, elle tombe amoureuse d'un jeune homme, Tevita Tu'ipulotu Toutaiolepo, avec qui elle entretient une correspondance romantique après son départ de Melbourne en 1928.
Lors de ses représentations, elle porte un costume traditionnel spécialement conçu pour l'occasion en tapa, décoré de feuilles et de fleurs. Il comprend une ceinture (sisi) faite de fibres d'hibiscus tressées.

### Négociations de mariage

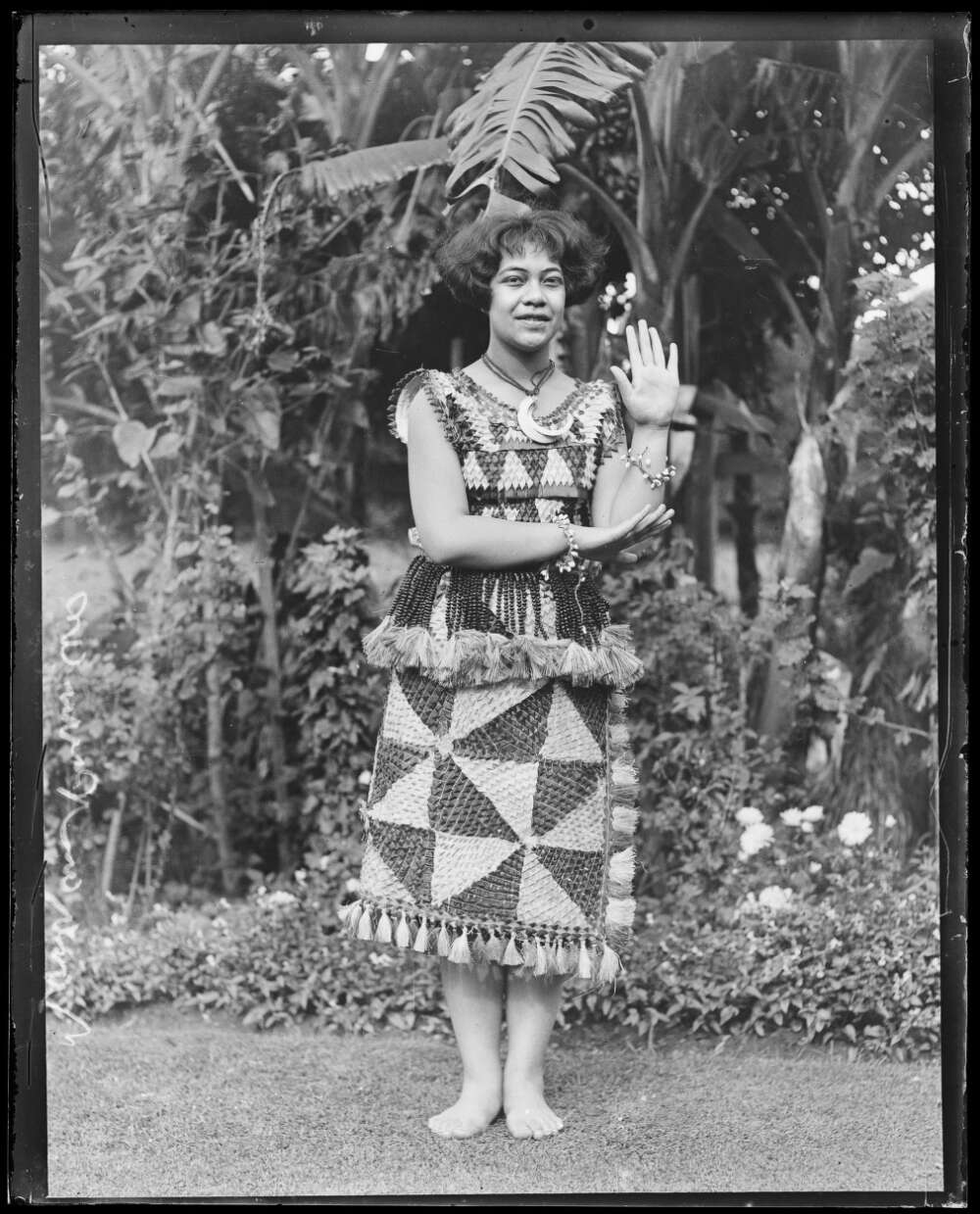
La princesse Fusipala en tenue traditionnelle effectuant une danse polynésienne en 1926.

De retour aux Tonga, les quatre années qui suivent tournent autour du sujet de son mariage et de diverses pressions politiques. En tant que quatrième, dans la ligne de succession, son mariage est important. Cependant, celui-ci ne peut se produire sans le consentement de la reine. Son fiancé, Ha'amea, est âgé de 38 ans alors qu'elle n'en a que 17. En 1829, lors d'un voyage cérémoniel à Vavaʻu, elle fait part à la reine de son refus de se marier et cette dernière accepte de la soutenir malgré les coutumes tongiennes.
D'autres prétendants sont alors envisagés comme Tu'iha'ateiho', descendant de Tuʻi Tonga, cependant la proposition est rapidement écartée. En 1832, le chef Lala, le fils du cousin de la reine, est envisagé. Cependant, la tante de Fusipala, Mumui, intervient et convainc Fusipala de fuir du palais royal. Cet événement est apparemment un scandale très important puisqu'il est noté à l'encre rouge dans les registres de la famille royale. En effet, le statut social de Lala est irréprochable et son éviction des prétendants est probablement lié à sa proximité avec la reine. Fusipala justifie son refus de se marier en prétextant que Lala est un homme amer et désagréable, couvrant de honte la famille de celui-ci par la même occasion.
Sa tante avait mis en avant un nouveau prétendant, Semisi, âgé de 20 ans et petit-fils du dernier Tu'i tonga. Sa famille détient plusieurs titres et son union à Fusipala permettrait à leurs enfants d'obtenir un rang social supérieur à celui de Sālote. La famille de Fusipala exige le consentement de la reine pour effectuer le mariage, et cette dernière rappelle que si cela se produisait, le mariage constituerait une grave entrave aux familles des précédents prétendants, car Semisi leur est actuellement inférieur en statut social. Pour finir, Semisi se marie avec une autre femme.
Face à ces différents échecs, le comportements de Mumui à l'égard de sa nièce devient particulièrement néfaste. Elle la considère coupable et n'hésite pas à l'humilier publiquement et à la battre. C'est à cet instant que la santé mentale de Fusipala commence également à se dégrader, adoptant des attitudes autodestructrices, mangeant de moins en moins et se mettant à fumer en grande quantité. Au sein de l'aristocratie tongienne, elle se retrouve également isolée depuis qu'elle a consenti puis brisé quatre promesses de mariage. Cependant, la relation entre la reine et Fusipala reste ambivalente. Lorsque Fusipala revient au palais, elle fait part de ses souffrances, ce qui alerte la reine. Cette dernière lui trouve alors un prétendant qui permet de satisfaire toutes les conditions tout en lui permettant de s'éloigner des Tonga et de sa tante : George Cakobau, un chef des Fidji.

### Fin de vie
Les projets de mariage n'ont pas le temps d'aboutir. Fusipala accepte celui-ci et quitte les Tonga le 21 novembre 1932, afin de participer à une nouvelle tournée de la chorale de son ancien collège. Elle est tenue à l'écart de l'aristocratie tongienne pendant que les préparatifs du mariage se poursuivent. Cependant, au mois de février 1933, elle tombe malade. Certaines rumeurs prétendent qu'elle est écartée de la dynastie et empoisonnée, mais il n'en est rien.
Durant une courte période, sa santé semble s'améliorer et un retour aux Tonga est programmé au 27 avril, afin de mettre en place le mariage. Cependant, sa condition se détériore subitement et elle meurt le 21 avril 1933 d'une péritonite tuberculeuse à l'hôpital privé Burwood, à Sydney. À son lit de mort se trouve son beau-frère, le prince Viliami Tungī Mailefihi, qui ramène ses restes embaumés aux Tonga où elle est enterrée dans le cimetière royal de Malaʻekula, Nukuʻalofa,.

## Postérité
Après avoir appris son décès, plusieurs de ses anciens camarades de classe organisent une levée de fonds, afin de réaliser un vitrail la commémorant. La chapelle qui accueille le vitrail est construite en 1950 au sein du Methodist Ladies' College de Melbourne et est dédiée à la reine Sālote et à la princesse Fusipala,. Des comptines et poèmes tongiens rédigés par la reine Sālote Tupou III lui sont également dédiés.